# Markovits Iván
Markovits Iván  (Körmöcbánya, 1838. június 2. – Budapest, 1893. április 5.) országgyűlési gyorsíró, lapszerkesztő, országgyűlési gyorsirodai másodfőnök.

## Élete
Gimnáziumi tanulmányait Selmecbányán végezte, 1856-ban mint bécsi egyetemi joghallgató Gabelsberger gyorsírási rendszeréből vizsgálatot tett. Felhagyott a jogi pályával és 1861-től mint a bécsi birodalmi tanács gyorsírója kezdett működni. A bécsi gyorsíró-egylet titkára lett és az egylet megbízásából Brünnbe utazott, hogy itt a gyorsírászatot meghonosítsa; megalapítója és tiszteletbeli tagja lett a brünni gyorsíróegyletnek. Hazájába visszatérve, első gondja volt gyorsírási rendszerét megalkotni. Rendszerével 1863-ban lépett föl először Szombathy lapjában, melyet még ugyanezen évben Gyorsirászat Gabelsberger elvei szerint (Budapest, 1863) címen kiadott. Ezután rendszerét, a gyorsírászatának fejlődéséhez képest, javított kiadásokban mutatta be a 19. század végig 9 kiadást megért elterjedt tankönyveiben. A 10. kiadást, az akkori legújabb rendszeri reformok figyelembevételével, a budapesti magyar gyorsíró-egyesület 1894-ben rendezte sajtó alá.
A Gabelsberger-féle gyorsíró rendszert Markovits ültette át magyar nyelvre.  Az 1866. évi országgyűlés megnyiltával Fenyvessyt és Kónyit bízták meg a gyorsiroda szervezésével és ezek felszólították, hogy tanítványaival együtt lépjen be a gyorsirodába. Markovits elfogadta a meghívást és országgyűlési revizor-gyorsíróvá kinevezésben részesült. Ez időtől kezdve állandóan Budapesten tartózkodott és rendszerének terjesztésén fáradozott. A gyorsíróversenyek számára 1300 forintos alapítványt tett és ezenkívül évenként külön díjakat is tűzött ki. Az egyesület kiadványai csakis az ő tetemes anyagi támogatása mellett jelenhettek meg.  

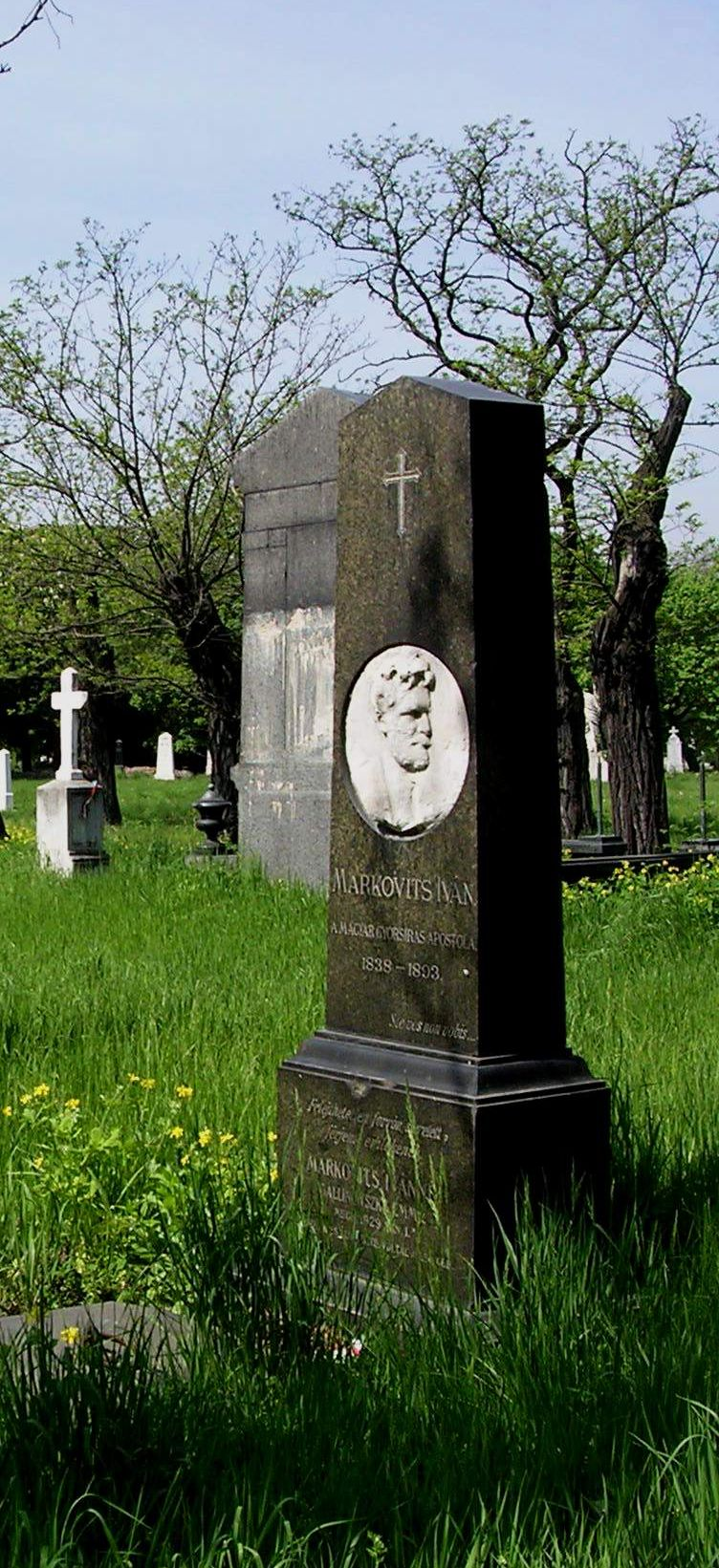
A család sírja a Fiumei úti sírkertben (9/2-1-23/24)

Hivatalos elfoglaltsága mellett lakásán irodát tartott; innét igazgatta az ország összes gyorsíró tanfolyamait. 1871-ben báró Eötvös József közoktatási minisztertől megbízást nyert, hogy a nyári szünidőben a középiskolai tanárok számára rendszeréből tanfolyamot nyisson. E tanfolyam következménye volt az országos miniszteri gyorsírástanárokat vizsgáló bizottság megalapítása, amelynek egész halálaig tagja volt. Gidófalvy Gézával együtt a Bécsi Magyar Gyorsíró Egylet megalapításában ő is részt vett. 1878-ban a francia közoktatásügyi minisztérium az Officier de l'Académie címet és az ezzel járó díszjelvényt adományozta neki. 1889-ben Ferenc József-rend lovagja lett, egyúttal Budapest főváros képviselőtestületének is tagja volt. A szakadatlan munka idegbajt okozott és már nyugalomba akart vonulni, amikor a halál véget vetett szándékának. Sírja a Fiumei úti sírkertben áll (9/2-1-23/24). Magyar nyelvű sírfeliratai: „A magyar gyorsírás apostola” — „Siratunk és áldunk, te voltál a legjobb”. Latin felirata talányos: „Sic vos non vobis…”
Szerkesztette a Gyorsirászatot 1864-től Bécsben; ugyanezt Gyorsirászati Lapok címmel Budapesten 1869-től 1885-ig; melléklapját, a Gyakorló Gyorsirót, 1874 októbertől 1876-ig és 1881-től 1893-ig; a Reform c. gyorsírászati lapot 1880-tól 1884-ig; a Katonai Gyorsirónak pedig négy számát 1889-90-ben.

## Emlékezete
- Budapest I. kerületében, valamint Szegeden utca viseli a nevét.
- Kampfl József (1939-2020) szobrászművész által tervezett emléktábláját 2023 március 6- án avatták föl Budapest I. kerületében
- Horváth Géza szobrász által készített bronz mellszobrát 1913-ban avatták fel a gyorsíró kongresszus alkalmával Budapesten a Széchényi ligetben (Szabadság tér), amely 1960-ban ismeretlen helyre került.[4]
- Ugyancsak Horváth Géza szobrász készített egy másik példányt is, amelyet Szegeden állítottak fel, s a kongresszus Szegedre utazó látogatói koszorúzhattak meg. Ez 1956-ig a Felső kereskedelmi iskola előtt, majd 1957-től a Móra Ferenc Múzeum Tisza felőli homlokzata előtt áll.[5]